# Dongju: el retrato de un poeta
Dongju: el retrato de un poeta (en hangul, 동주) es una película surcoreana de 2016, filmada en blanco y negro, dirigida por Lee Joon-ik sobre la vida del poeta Yun Dong-ju. Se estrenó en Corea del Sur el 17 de febrero del 2017.

## Resumen
La película sigue la vida del joven poeta Yun Dong-ju y su eventual detención y encarcelamiento por parte de la policía japonesa bajo sospecha de participar en el movimiento de resistencia por la independencia. Se le sentenció a dos años de prisión en la cárcel de Fukuoka donde falleció a los 27 años mientras cumplía su condena, solo seis meses antes de declararse la independencia de Corea.
Las circunstancias de su muerte sugieren que pudo deberse a los experimentos químicos a los que eran sometidos los prisioneros.

## Reparto
- Kang Ha-neul es Yun Dong-ju.
- Park Jung-min es Song Mong-gyu.
- Kim In-woo como el Detective.
- Choi Hui-Seo es Kumi.
- Shin Yoon-ju es Lee Yeo-jin.
- Min Jin-woong es Kang Cheo-Joong.
- Choi Hong-Il como el padre de Dong-Ju.
- Lee Bit-na como la hermana menor de Yun Dong-Ju.

## Recepción
La película se colocó en el quinto lugar en su fin de semana de estreno en Corea del Sur, con ganancias de US$1.14 millones.

## Premios y nominaciones
| Año  | Premio                                         | Categoría                    | Nominado                       | Resultado |
| ---- | ---------------------------------------------- | ---------------------------- | ------------------------------ | --------- |
| 2016 | 52nd Baeksang Arts Awards                      | Grand Prize (película)       | Dongju: el retrato de un poeta | Ganador   |
| 2016 | 52nd Baeksang Arts Awards                      | Mejor película               | Dongju: el retrato de un poeta | Nominado  |
| 2016 | 52nd Baeksang Arts Awards                      | Mejor director (película)    | Lee Joon-ik                    | Nominado  |
| 2016 | 52nd Baeksang Arts Awards                      | Mejor nuevo actor (película) | Park Jung-min                  | Ganador   |
| 2016 | 52nd Baeksang Arts Awards                      | Mejor screenplay (película)  | Shin Yeon-shick                | Nominado  |
| 2016 | 16th Director's Cut Awards                     | Mejor nuevo actor            | Park Jung-min                  | Ganador   |
| 2016 | 16th Director's Cut Awards                     | Mejor producción del año     | Shin Yeon-shick                | Ganador   |
| 2016 | 25th Buil Film Awards                          | Mejor director               | Lee Joon-ik                    | Ganador   |
| 2016 | 25th Buil Film Awards                          | Mejor actor                  | Kang Ha-neul                   | Nominado  |
| 2016 | 25th Buil Film Awards                          | Mejor actor de reparto       | ParkJung-min                   | Nominado  |
| 2016 | 25th Buil Film Awards                          | Mejor nuevo actor            | Park Jung-min                  | Nominado  |
| 2016 | 25th Buil Film Awards                          | Mejor screenplay             | Shin Yeon-shick                | Ganador   |
| 2016 | 25th Buil Film Awards                          | Mejor música                 | Mowg                           | Ganador   |
| 2016 | 36th Korean Association of Film Critics Awards | Mejor screenplay             | Shin Yeon-shick                | Ganador   |
| 2016 | 17th Busan Film Critics Awards                 | Mejor screenplay             | Shin Yeon-shick                | Ganador   |
| 2016 | 37th Blue Dragon Film Awards                   | Mejor película               | Dongju: el retrato de un poeta | Nominado  |
| 2016 | 37th Blue Dragon Film Awards                   | Mejor director               | Lee Joon-ik                    | Nominado  |
| 2016 | 37th Blue Dragon Film Awards                   | Mejor nuevo actor            | Park Jung-min                  | Ganador   |
| 2016 | 37th Blue Dragon Film Awards                   | Mejor screenplay             | Shin Yeon-shick                | Ganador   |
| 2017 | 22nd Chunsa Film Awards                        | Mejor actor de Reparto       | Park Jung-min                  | Ganador   |